# Comité républicain du commerce, de l'industrie et de l'agriculture

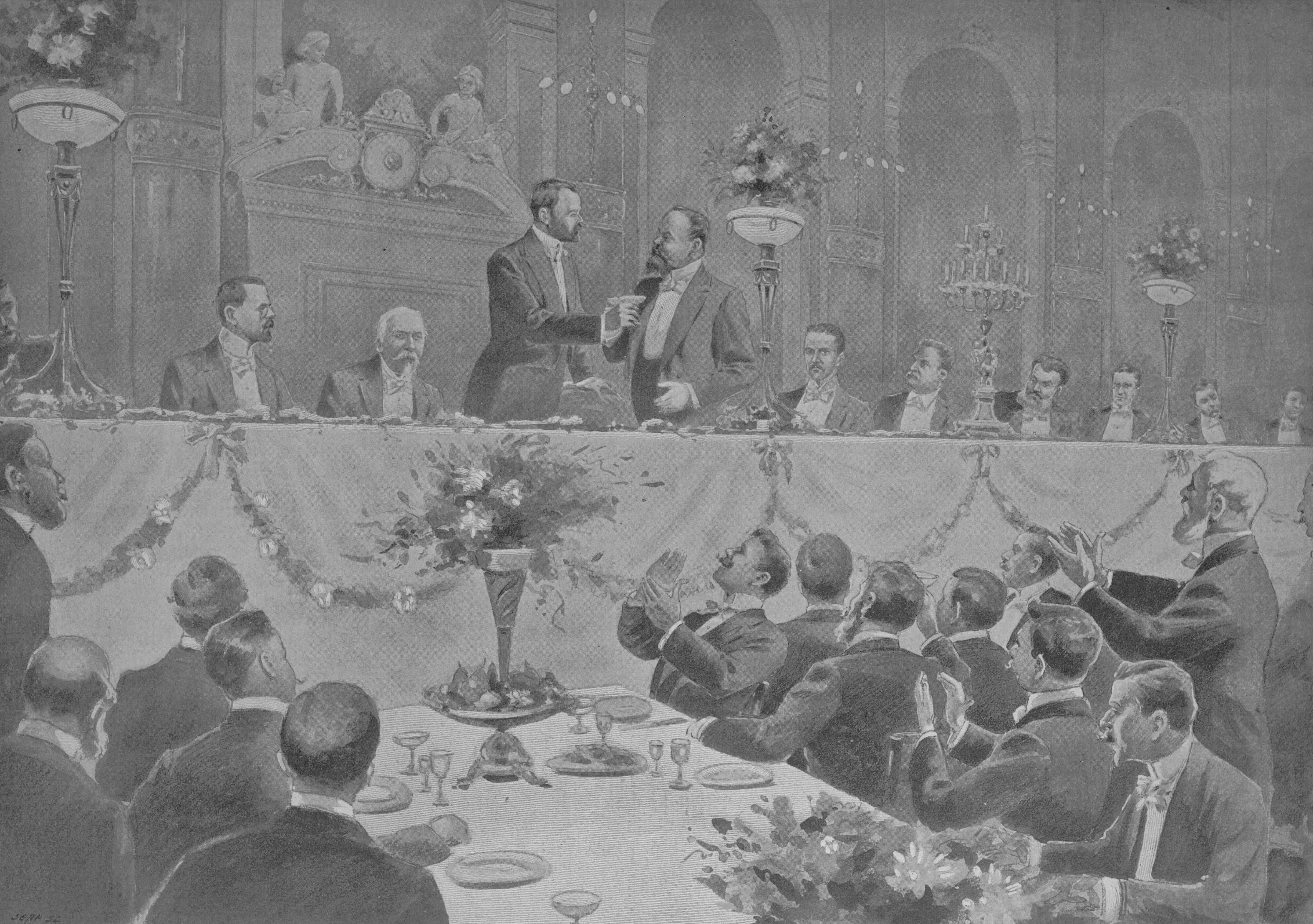
Banquet offert aux délégués des négociants de la Cité de Londres par le Comité républicain du commerce et de l'industrie, le 28 octobre 1903, au Grand-Hôtel.

Le Comité républicain du commerce, de l'industrie et de l'agriculture, appelé « comité Mascuraud » du nom de Alfred Mascuraud, est un comité politico-économique créé en 1899 afin de servir de relais entre le patronat parisien et provincial et les hommes politiques de centre-gauche. Il appuie le gouvernement de défense républicaine de Pierre Waldeck-Rousseau puis le Parti républicain, radical et radical-socialiste, du moins jusqu'en 1918, avant de se rapprocher un temps du centre-droit après la Première Guerre mondiale.
Il a été présidé successivement par Alfred Mascuraud, joaillier parisien élu sénateur en 1905, le sénateur Charles Chaumet, hostile à l'alliance entre les radicaux et les socialistes lors de la formation du cartel des gauches en 1924, le député radical-socialiste Louis Proust, à partir de 1931, et enfin le député puis sénateur alsacien, Paul Jourdain, filateur, à partir de juin 1934. Jourdain, qui n'est pas un radical, a succédé à Proust, éclaboussé par l'affaire Stavisky et démissionnaire en mars 1934.

## Sources